# Якоб Фуггер Старший
Якоб Фуггер Старший (нім. Jakob Fugger der Ältere; 1398, Аугсбург — 23 березня 1469, Аугсбург) — німецький підприємець та торговець.

## Батьки
Походив з баварської ремісничої родини. Син Ганса Фуггера з Грабену, який 1367 року перебирається до Аугсбургу. Тут займається ткацтвом. Згодом, намагаючись поліпшити атеріальний стан, торгує власною продукцією. За цим одружився з представницею роду місцевих торговців Гфаттерманів. Поступово Фуггер починає продавати також продукцію інших ткацьких майстерень.

## Життєпис
Народився Якоб 1398 року в Аугсбурзі. Після смерті батька у 1408 році опіку над ним та старшим братом Андреасом взяла мати, що продовжила справу чоловіка. Спочатку Якоб і Андреас були підмайстрами. Потім стали спільно з матір'ю керувати родинною справою до смерті Елізавети Гфаттерман 1436 року. Слідом за цим Якоб займався ткацтвом і торгівлею разом з братом до 1454 року, коли вони поділили власність. У цей період 1441 року одружився з донькою золоторя, що значно збільшило доходи Якоба Фуггера та його вплив у магістраті Аугсбургу.
Після 1454 року успішно займався власною справою, ставши одним з 12 найбагатших громадян Аугсбургу. Також тривалий час обіймав посади радника й одного з бурмистрів міста. Помер 1469 року.

## Родина
Дружина — Барбара, донька Франца Бесінгера, мюнцмайстра Аугсбургу.
Діти:
- Ульріх (1441—1510),
- Андреас (1443—1461),
- Анна (1444—1485), дружина Гектора Мюліха, торговця і хроніста Аугсбургу
- Ганс (1445—1461),
- Маркус (1448—1478), канонік собору в Аугсбурзі
- Пітер (1450—1473),
- Георг (1453—1506)
- Барбара (1455—1533)
- Вальбурга (1457—1500)
- Якоб (1459—1525), засновник банківської справи
- Урсула (1461—1462)
- Бартоломей (1465)